# Miguel Gil (músico)
Miguel Gil (Terriente, ¿?-Daroca, 3 de octubre de 1644; fl. 1608-1619) fue un organista, compositor y maestro de capilla español de los siglos XVI y XVII.

## Vida
Las primeras noticias de Miguel Gil son de septiembre de 1609. A principios de 1609 Pedro Vétera, «el contrabajo que ha de venir de Medinaceli», antiguo maestro de capilla de la Catedral de Albarracín, ocupaba de nuevo el magisterio de forma interina tras la partida de Francisco Vega en mayo de 1607. A principios de 1609 el cabildo lobetano prorrogó el edicto vacante del magisterio de la capilla, al que no acudió nadie. El 13 de mayo se volvió a prorrogar el plazo por ocho días,

[...] que la prorrogación de ocho días que hizo que los edictos del magisterio se esperaba ver cumplida y pasados ellos, y no viniendo maestro a oponerse, desde ahora para entonces le nombra el Cabildo y admite a mosén Gil por maestro de capilla.

Vétera continúa apareciendo en las actas capitulares, por lo que parece que seguía activo en la capilla durante el magisterio de Gil. Gil permanecería en el cargo hasta finales de 1613 o principios de 1614, ya que en 1614 aparece Martín Sanz como maestro de capilla sin que haya noticias de oposiciones.
Miguel Gil pasaría a ocupar el cargo de organista de la Colegiata de Daroca en 1612, parece ser que inicialmente con la intención de convertirse en maestro de capilla. Debió permanecer hasta 1619, ya que en ese año aparece mosén Cruch como nuevo organista, aunque Muneta lo sitúa en Daroca hasta 1631.
El cronista Ezpeleta relata lo siguiente sobre Miguel Gil:

En el año 1644, en 3 de octubre, murió el Racionero Miguel Gil. Fue gran músico de contralto; el cual estaba en el Colegio del Señor Patriarca, y se vino por acá y la iglesia le hizo dar una ración pidiéndosela al Señor Arzobispo Apaolaza, y después que tuvo la dicha ración, como había entrado con el presupuesto de hacer oficio de Maestro de Capilla, dejó el ser maestro de capilla y se arrimó a su ración y jamás le pudieron ver con buen semblante y cuando murió dejó que lo enterraran en la Trinidad y nombró en su testamento por ejecutores a los racioneros de San Miguel; dejó dos dejas de a 25 escudos cada una en Villarreal y en Barrachina para hijas de los dos lugares, pero que no fueran nietas de franceses.

El texto hace dudar al musicólogo Calahorra de si se trata del mismo Miguel Gil en Albarracín y Daroca.

## Obra
No se encuentran composiciones de Miguel Gil en la Catedral de Albarracín. En la Colegiata de Daroca se encuentran algunas obras suyas.